# Хнаби
Хнаби или Неби (на немски: Hnabi, Nebi; * 710/715; † 785/788) e алемански херцог.

## Живот
Син е на алеманския принц Хуохинг (Huoching, ок. 675 – 744), който е син на херцог Готфрид (ок. 650 – 709) от фамилията Агилолфинги от Бавария и на дъщеря на баварския херцог Теодо II.
През 724 г. Хнаби е съосновател на манастира Райхенау заедно с граф Бертхолд, основателят на старата линия на род Ахалолфинги.

## Деца
Със съпругата си Хересвинд той има най-малко две деца:
- Роадберт (Роберт I), от 770 г. граф в Хегау
- Има (Ема) († 784/786), която се омъжва за граф Геролд от Винцгау (Геролд I) и е майка на Хилдегард († ок. 785), която се омъжва за Карл Велики и на Геролд Млади (Геролд II), граф в Крайхгау и Англахгау 777/784 и прародител на Геролдоните.